# O Soave Fanciulla
O Soave Fanciulla (Ô Douce Jeune Fille, en italien) est un célèbre air d'opéra italien,, duo amoureux lyrique et romantique de la fin du 1er acte de l'opéra tragique La Bohème de Giacomo Puccini, de 1896, d'après le livret de Luigi Illica et Giuseppe Giacosa, et d'après l'oeuvre Scènes de la vie de bohème d'Henry Murger, de 1851.

## Histoire

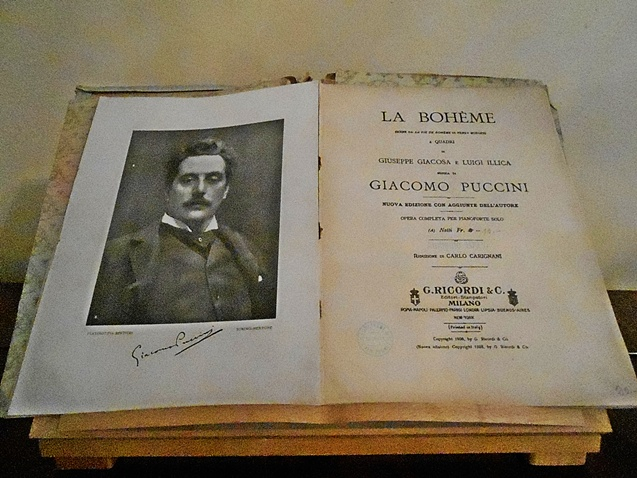
Partition de l'opéra italien La Bohème de Giacomo Puccini

Rodolfo (ténor, poète et artiste bohème) rencontre pour la première fois sa jeune voisine Mimì (brodeuse couturière, soprano) le soir de Noël, dans sa mansarde des toits de Paris du quartier Latin des années 1830. Il lui raconte sa vie (Che gelida manina) et elle lui raconte la sienne (Mi chiamano Mimì). Ils tombent alors éperdument amoureux et se font leur déclaration d'amour passionnée avec ce duo amoureux lyrique et romantique d'environ 3 min, interprété à la fin du 1er acte. Les amis de Rodolfo l'appellent à les rejoindre, mais il préfère rester avec elle. Rodolfo remarque combien il fait froid dehors, mais Mimì promet de rester près de lui. Puis ils quittent la scène ensemble en chantant « Amour! Amour! Amour! »,. 

## Paroles
| Ô douce fille, ô doux visage Entouré d'une douce aube lunaire En toi je vois le rêve que j'aimerais toujours rêver Profond déjà dans l'âme (ah toi seul commande, amour !) Douceur extrême Toi seul commande l'amour Profond dans l'âme douceur extrême (oh comme les douceurs descendent) Profonde douceur extrême (sa flatterie au coeur) Dans le baiser tremble l'amour (toi seul commandes, amour) Non, s'il te plaît (Tu es à moi) Tes amis t'attendent (Tu me renvoies déjà ?) J'aimerais dire, mais je n'ose pas (Dis) Et si je venais avec toi ? (Quoi ? Mimì !) (Ce serait si doux de rester ici, il fait froid dehors) Je resterai près de toi (Et sur le chemin du retour ?) Curieux ! J'obéis, Monsieur (Dites que vous m'aimez) Je vous aime Amour! Amour! Amour! | O soave fanciulla, o dolce viso Di mite circonfuso alba lunar In te ravviso il sogno ch'io vorrei sempre sognar Fremon già nell'anima (ah tu sol comandi, amor!) Le dolcezze estreme Tu sol comandi amore Fremon nell'anima dolcezze estreme (oh come dolci scendono) Fremon dolcezze estreme (le sue lusinghe al core) Nel bacio freme amor (tu sol comandi, amor) No, per pietà (Sei mia) V'aspettan gli amici (Già mi mandi via?) Vorrei dir, ma non oso (Di') Se venissi con voi? (Che? Mimì!) (Sarebbe così dolce restar qui, c'è freddo fuori) Vi starò vicina (E al ritorno?) Curioso! Obbedisco, signor (Che m'ami di') Io t'amo Amor! Amor! Amor! |